# Rhina ancylostoma
Rhina ancylostoma е вид акула от семейство Rhinobatidae. Видът е уязвим и сериозно застрашен от изчезване.

## Разпространение и местообитание
Разпространен е в Австралия (Западна Австралия, Куинсланд, Нов Южен Уелс и Северна територия), Бахрейн, Виетнам, Джибути, Египет, Еритрея, Йемен, Индия, Индонезия (Калимантан и Ява), Иран, Катар, Кения, Китай, Кувейт, Малайзия, Мозамбик, Обединени арабски емирства, Оман, Пакистан, Папуа Нова Гвинея, Провинции в КНР, Саудитска Арабия, Северна Корея, Сейшели, Соломонови острови, Сомалия, Судан, Тайван, Тайланд, Танзания, Филипини, Шри Ланка, Южна Африка (Квазулу-Натал), Южна Корея и Япония.
Обитава крайбрежията и пясъчните дъна на океани, морета, заливи и рифове в райони с тропически климат. Среща се на дълбочина от 24,5 до 118 m, при температура на водата от 24,8 до 28,4 °C и соленост 34,6 – 37,8 ‰.

## Описание
На дължина достигат до 3 m, а теглото им е не повече от 135 kg.
Популацията на вида е намаляваща.